# Billy West (ator de cinema mudo)
Roy B. Weissburg (22 de setembro de 1892 — 21 de julho de 1975) foi um produtor, diretor e ator, nascido na Rússia, em 22 de setembro de 1892. Atuante da era do cinema mudo, ele é mais conhecido como um imitador de Charlie Chaplin.
Bill West faleceu aos 82 anos em Hollywood, Califórnia, Estados Unidos, em 21 de julho de 1975.